# Provincia de Sóc Trăng
Soc Trang (en vietnamita: Sóc Trăng) fue una de las provincias que conformaban la organización territorial de la República Socialista de Vietnam. Existió desde 1991 hasta que se fusionó con la ciudad de Cần Thơ en 2025.

## Geografía
Soc Trang se localiza en la región del Delta del Río Mekong (Đồng bằng sông Cửu Long). La provincia mencionada tiene una superficie de 5.223,3 kilómetros cuadrados.

## Demografía
La población de esta división administrativa es de 1.272.200 personas (según las cifras del censo realizado en el año 2005). Estos datos arrojan que la densidad poblacional de esta provincia es de 394,69 habitantes por cada kilómetro cuadrado.